# Велика награда Мађарске
Велика награда Мађарске (мађ. Magyar Nagydíj) је тркачка манифестација која се одржава сваке године у Могјороду. Од 1986. сваке године трка је била део светског шампионата ФИА Формуле 1.

## Историја

### Порекло
Прва Велика награда Мађарске одржана је 21. јуна 1936. на стази дугој 50 km (31 mi) постављеној у Неплигету, парк у Будимпешти. Тимови Мерцедес-Бенз, Ауто Унион и Ферари опремљени Алфа Ромеом послали су три аутомобила и догађај је привукао веома велику публику. Међутим, политика и рат који је уследио значили су крај трка у земљи на педесет година.

### Хунгароринг
Велики удар Бернија Еклстона, Велика награда Мађарске 1986. била је прва трка Формуле 1 која се одржавала иза гвоздене завесе. Одржана на уврнутом Хунгарорингу у Могјороду у близини Будимпеште, трка је од тада била ослонац календара трка. Била је то једина актуелна трка на којој се никада није возило по мокром све до Велике награде Мађарске 2006. Прву трку је видело 200.000 људи, иако су карте биле скупе у то време. Данас је подршка и даље веома ентузијастична, посебно Финаца.
Због природе стазе, уске, кривудаве и често прашњаве због недовољне употребе, Велика награда Мађарске је повезана са тркама где се понекад много аутомобила прати један за другим и не може да прође. Тирни Боутсен је то демонстрирао 1990. држећи свој спорији аутомобил Вилијамса испред лидера шампионата Аиртона Сене, који није могао да пронађе пролаз. Пит стратегија је често пресудна. 1998. Ферари тим Михаела Шумахера променио је своју стратегију усред трке пре него што је Шумахер направио победничку маргину након што су сви заустављени. Пролажење је овде реткост, иако је на трци 1989. Најџел Менсел у Ферарију имао биковске перформансе, који је стартовао са 12. на старту и пролазио болиде један за другим, да би коначно преузео вођство када је Аиртона Сену избегао спорији тркач. Стаза је мало модификована 2003. у покушају да се омогући више пролаза.
Друге запажене прилике у Будимпешти укључују прве победе на трци Дејмона Хила (1993), Фернанда Алонса (2003. првог победника трка из Шпаније и најмлађег победника у то време), Џенсона Батона (у инциденту препуна трка 2006), Хејки Ковалаинен (2008. који је такође постао 100. победник трке светског првенства) и Естебан Окон (2021). Године 1997. Дејмон Хил је био близу победе у технички инфериорној Еровс-Јамахи, али је његов аутомобил изгубио вожњу у последњем кругу због чега је освојио друго место. 2014. Луис Хамилтон је завршио на трећем месту, шест секунди иза победника Данијела Рикарда, упркос томе што је трку почео из пит лејна.
2001. Михаел Шумахер је изједначио тадашњу рекордну победу Алена Проста од 51 победе на Великој награди на Хунгарорингу, у вожњи која је такође обезбедила његово четврто шампионско првенство возача, што се такође поклапа са Простом у каријери.
Велика награда 2006. била је прва која је одржана овде по влажним условима. Батон је однео прву победу са 14. места на старту.
2020. Луис Хамилтон је осми пут освојио Велику награду Мађарске, што је једнако највише пута који је возач освојио исту Велику награду (дели рекорд са Михаелом Шумахером који је освојио Велику награду Француске осам пута).
На Великој награди Мађарске 2013. потврђено је да ће Мађарска наставити да буде домаћин трке Формуле 1 до 2021. године. Стаза је у потпуности обновљена по први пут почетком 2016. а најављено је да је уговор о Великој награди продужен за још 5 година, до 2026. У 2020. уговор је такође продужен још годину дана до 2027. године.

## Победници

### Вишеструки победници (возачи)
| Победе | Возач            | Година                                          |
| ------ | ---------------- | ----------------------------------------------- |
| 8      | Луис Хамилтон    | 2007, 2009, 2012, 2013, 2016, 2018, 2019, 2020. |
| 4      | Михаел Шумахер   | 1994, 1998, 2001, 2004.                         |
| 3      | Ајртон Сена      | 1988, 1991, 1992.                               |
| 2      | Нелсон Пике      | 1986, 1987.                                     |
| 2      | Дејмон Хил       | 1993, 1995.                                     |
| 2      | Жак Вилнев       | 1996, 1997.                                     |
| 2      | Мика Хекинен     | 1999, 2000.                                     |
| 2      | Џенсон Батон     | 2006, 2011.                                     |
| 2      | Себастијан Фетел | 2015, 2017.                                     |

### Вишеструки победници (конструктори)
| Победе | Конструктор | Година                                                            |
| ------ | ----------- | ----------------------------------------------------------------- |
| 11     | Макларен    | 1988, 1991, 1992, 1999, 2000, 2005, 2007, 2008, 2009, 2011, 2012. |
| 7      | Вилијамс    | 1986, 1987, 1990, 1993, 1995, 1996, 1997.                         |
| 7      | Ферари      | 1989, 1998, 2001, 2002, 2004, 2015, 2017.                         |
| 5      | Мерцедес    | 2013, 2016, 2018, 2019, 2020.                                     |
| 3      | Ред бул     | 2010, 2014, 2022.                                                 |

### Победници по годинама
| Година      | Возач            | Конструктор    |                |
| ----------- | ---------------- | -------------- | -------------- |
| 2022        | Макс Верстапен   | Ред бул        |                |
| 2021        | Естебан Окон     | Алпин          |                |
| 2020        | Луис Хамилтон    | Мерцедес       |                |
| 2019        | Луис Хамилтон    | Мерцедес       |                |
| 2018        | Луис Хамилтон    | Мерцедес       |                |
| 2017        | Себастијан Фетел | Ферари         |                |
| 2016        | Луис Хамилтон    | Мерцедес       |                |
| 2015        | Себастијан Фетел | Ферари         |                |
| 2014        | Данијел Рикардо  | Ред бул        |                |
| 2013        | Луис Хамилтон    | Мерцедес       |                |
| 2012        | Луис Хамилтон    | Макларен       |                |
| 2011        | Џенсон Батон     | Макларен       |                |
| 2010        | Марк Вебер       | Ред бул        |                |
| 2009        | Луис Хамилтон    | Макларен       |                |
| 2008        | Хејки Ковалајнен | Макларен       |                |
| 2007        | Луис Хамилтон    | Макларен       |                |
| 2006        | Џенсон Батон     | Хонда          |                |
| 2005        | Кими Рејкенен    | Макларен       |                |
| 2004        | Михаел Шумахер   | Ферари         |                |
| 2003        | Фернандо Алонсо  | Рено           |                |
| 2002        | Рубенс Барикело  | Ферари         |                |
| 2001        | Михаел Шумахер   | Ферари         |                |
| 2000        | Мика Хекинен     | Макларен       |                |
| 1999        | Мика Хекинен     | Макларен       |                |
| 1998        | Михаел Шумахер   | Ферари         |                |
| 1997        | Жак Вилнев       | Вилијамс-Рено  |                |
| 1996        | Жак Вилнев       | Вилијамс-Рено  |                |
| 1995        | Дејмон Хил       | Вилијамс-Рено  |                |
| 1994        | Михаел Шумахер   | Бенетон-Форд   |                |
| 1993        | Дејмон Хил       | Вилијамс-Рено  |                |
| 1992        | Ајртон Сена      | Макларен-Хонда |                |
| 1991        | Ајртон Сена      | Макларен-Хонда |                |
| 1990        | Тјери Бутсен     | Вилијамс-Рено  |                |
| 1989        | Најџел Менсел    | Ферари         |                |
| 1988        | Ајртон Сена      | Макларен-Хонда |                |
| 1987        | Нелсон Пике      | Вилијамс-Хонда |                |
| 1986        | Нелсон Пике      | Вилијамс-Хонда |                |
| 1985 – 1937 | Није одржавана   | Није одржавана | Није одржавана |
| 1936        | Тацио Нуволари   | Алфа Ромео     |                |